# Stelio Nardini
Stelio Nardini (Gorizia, 24 marzo 1932 – Fiumicino, 17 dicembre 2016) è stato un generale italiano, Capo di stato maggiore dell'Aeronautica militare italiana dal 16 aprile 1990 al 24 marzo 1993.
Entra in Accademia Aeronautica a Nisida nel 1950 con il Corso Normale Ibis II del quale sarà il Capocorso e per tutto il periodo dei Corsi regolari, meritando la Sciabola d’Onore. Al termine del Corso, nel tardo 1953 viene inviato negli USA presso 4 basi dove effettua la Scuola di pilotaggio. Il 1 dicembre 1953 è presso la Spence AFB (Georgia) e in questa data compie il primo volo sul PA.18. Il 20 gennaio 1954 inizia a volare sul velivolo AT-6 Texan, sempre presso la Spence AFB. Il 30 giugno 1954 viene trasferito presso la Laredo AFB (Texas) dove inizia volare sul T-28 Trojan. Sempre a Laredo, il 3 settembre 1954 inizia a volare sul Lockheed T-33. Il 6 dicembre 1954 viene trasferito sulla Laughlin AFB, presso Del Rio sempre in Texas, a completare l’addestramento sul T-33. Il 9 febbraio 1955 viene trasferito sulla Luke AFB (Arizona) dove inizia a far poligono sia con il T-33 sia con l’F-84E. Al termine del periodo americano una volta in Italia, il 24 luglio 1955, viene assegnato al 21º Gruppo della 51ª Aerobrigata dove resta fino al 1961, il suo primo velivolo fu l’F84G sul quale effettuerà il primo volo esattamente 4 giorni più tardi, il 28 luglio.
Il 17 gennaio 1957 è la volta della transizione sull’F-84F che viene fatta presso la base di Aviano. Il 9 settembre 1957 diventa Comandante della 351ª Squadriglia.
Il 26 febbraio 1959 effettua la transizione sul velivolo F-86K
Nell’anno che va dal 1962 al 1964 è in Accademia Aeronautica dove assume il Comando del Corso Aquila III. Finito l’impegno accademico verrà trasferito presso la base di Cameri a Novara. Nel corso del suo periodo in Accademia viene chiamato a fare un volo prova su di un F-84F presso lo stabilimento civile dell’AERFER a Capodichino; dopo il decollo il velivolo subì un’avaria al motore con repentino calo di spinta. Per evitare di lanciarsi sulla città di Napoli, effettuò un manovra a “cappio” per riportare l’aero in pista, dove l’aereo impattò violentemente con la pista danneggiandosi. Il Nardini ne esce sano e salvo ma il velivolo è irrecuperabile. Il periodo di Comandante di Corso in Accademia terminerà il 17 ottobre 1964.
Nei primi giorni del marzo 1965 è a Jever in Germania ad effettuare il Corso sull’F104. Effettuerà il primo volo sulla creatura di Kelly Johnson il 30 marzo, ed il primo volo da solista il 27 aprile
Dal 1º gennaio 1966, per un anno preciso, assume il Comando del 21º Gruppo Caccia Autonomo.
Al termine del Comando di Gruppo assume il Comando dello SLO della base di Cameri dal 1ºmarzo 1967 al 1º ottobre 1967 ma già il 12 settembre 1967 il trasferimento presso un ente superiore era già in atto.
Promosso Tenente Colonnello, viene trasferito presso lo SMA dove assume il Comando della Sezione Armamento dell’Ufficio Sviluppo Tecnico del 4ºReparto.
Dal 1969 al 1972 è Addetto Militare presso l’Ambasciata d’Italia a Londra Nel 1970 è promosso con il grado di Colonnello. Al rientro in Italia è trasferito al 51ºStormo presso l’Aeroporto di Istrana dove è Vice-Comandante.
Dal 14 ottobre 1973 per un anno, è Comandante del 51ºStormo Caccia
Terminato il Comando ad Istrana, assume l’incarico di Capo Ufficio, fino al 1977, presso l’Ufficio Ricerche e Sviluppo del 4ºReparto dello SMA.
Nel 1977 è promosso Generale di Brigata Aerea ed assume il Comando del 3ºReparto dello SMA.
Promosso Generale di Divisione Aerea, dal 1ºgennaio 1981 fino al giugno 1983 assume il Comando della Scuola di Guerra Aerea di Firenze, della Scuola di Applicazione AM, del Nucleo Aeronautica dell’Accademia di sanità Interforze,
Diventa Sottocapo di SMA l’8 luglio 1983
Oramai Generale di Squadra Aerea dal luglio 1983 al luglio 1985 è Comandante della II^ Regione Aerea
Nel settembre 1983 si reca con una delegazione presso l’isola di Cipro in vista di un possibile rischieramento del 155ºGruppo CBOC in supporto al nostro Contingente Militare in Libano
Dal luglio 1985 diventa Consigliere Militare del Presidente della Repubblica con Cossiga.
Dall'aprile 1990 è Capo di stato Maggiore dell’Aeronautica Militare, ed è durante il suo mandato che guida l’Aeronautica in Guerra per la prima volta dopo 46 anni con “l’Operazione Locusta”
Nel 1991 istituisce l’Ufficio dell’Ispettore per la Sicurezza del Volo
Il 24 marzo 1993 lascia di Servizio attivo per raggiunti limiti d’età
Nella sua carriera ha all’attivo più di 4.002 ore di volo su 47 tipi di aereo.
Nardini è stato Commissario straordinario dell'Azienda nazionale assistenza al volo (oggi ENAV) dal 1994 al 1995.